# Capitaine sans loi
Pour plus de détails, voir Fiche technique et Distribution.
Capitaine sans loi (Plymouth Adventure) est un film américain en Technicolor réalisé par Clarence Brown, sorti en 1952.

## Synopsis
L'histoire romancée du bateau Mayflower transportant une centaine d'émigrants anglais en partance pour le Nouveau Monde. Le film met l'accent sur la passion amoureuse et le conflit des sentiments suscité par le huis-clos.

## Fiche technique
- Titre : Capitaine sans loi
- Titre original : Plymouth Adventure
- Réalisation : Clarence Brown
- Scénario : Helen Deutsch, d'après le roman irlandais Plymouth Adventure (1950) d'Ernest Gébler (en)
- Musique : Miklós Rózsa
- Direction artistique : Cedric Gibbons et Urie McCleary
- Décorateur de plateau : Hugh Hunt et Edwin B. Willis
- Photographie : William H. Daniels
- Montage : Robert Kern
- Costumes : Walter Plunkett
- Producteur : Dore Schary
- Société de production et de distribution : Metro-Goldwyn-Mayer
- Pays de production :  États-Unis
- Langue d'origine : anglais américain
- Format : couleur (Technicolor) — 35 mm — 1,37:1 — son : mono (Western Electric Sound System)
- Genre : aventures, film historique
- Durée : 105 minutes
- Dates de sortie :
  - États-Unis : 28 novembre 1952
  - France : 10 décembre 1954 (Paris)
- Affiche : Roger Soubie (France)

## Distribution
- Spencer Tracy (VF : Serge Nadaud) : Christopher Jones (capitaine du Mayflower) (en)
- Gene Tierney  (VF : Louise Conte) : Dorothy Bradford
- Van Johnson (VF : Michel Andre) : John Alden
- Leo Genn  (VF : Jacques Dacqmine) : William Bradford
- Barry Jones  (VF : Paul Ville) : William Brewster
- Dawn Addams (VF : Micheline Cevennes) : Priscilla Mullins
- Lloyd Bridges : Coppin
- Noel Drayton  (VF : Jean-François Laley) : Myles Standish
- John Dehner  (VF : Bernard Noël) : Gilbert Winslow
- Tommy Ivo (en) : William Button
- Lowell Gilmore (VF : Jacques Beauchey) : Edward Winslow
- Paul Cavanagh : le gouverneur John Carver
- Kathleen Lockhart : Mary Brewster
- John Dierkes (VF : Jean-Henri Chambois) : Greene
- Dennis Hoey (VF : Pierre Morin) : Chef Constable
- John Alderson : Salterne
- Matt Moore : William Mullins
- Rhys Williams : Mr Weston
- Murray Matheson : Christopher Martin